# Synagoge (Brieg)

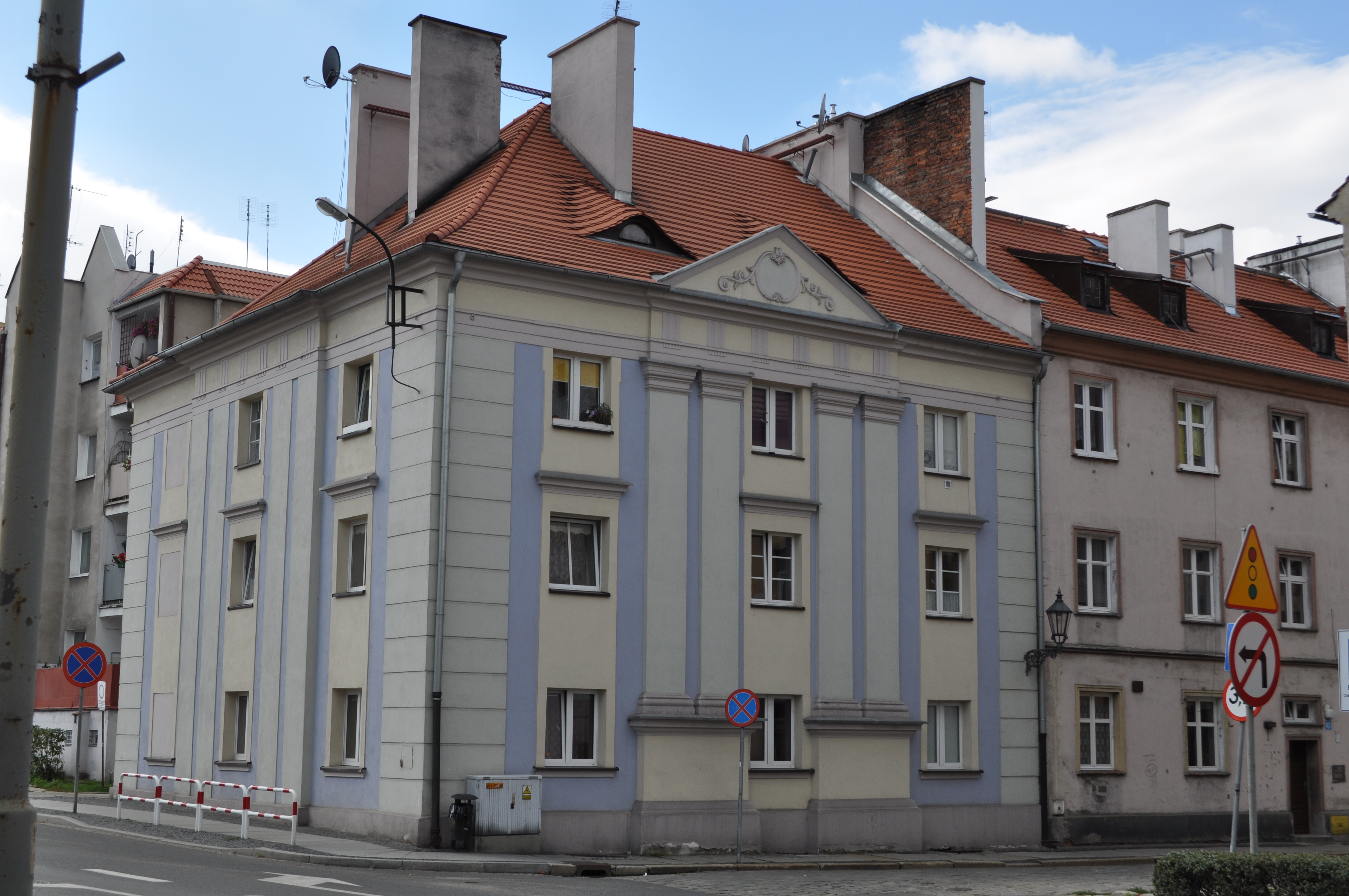
Ehemalige Synagoge in Brieg (2012)

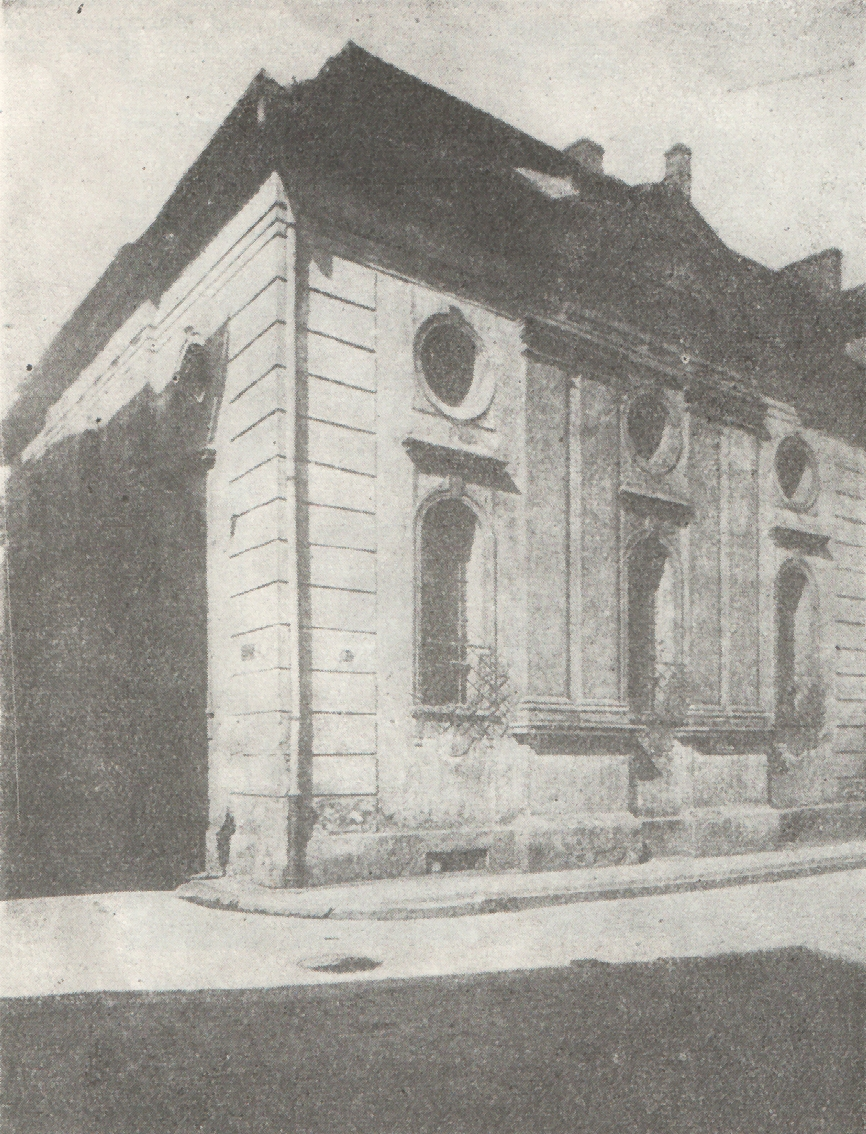
Synagoge in Brieg (um 1935)

Die Synagoge in Brieg (polnisch Brzeg) ist ein ehemaliges jüdisches Gotteshaus der Jüdischen Gemeinde Brieg. Die profanierte Synagoge steht im historischen Zentrum an der ul. Długa (bis 1945: Lange Straße).

## Geschichte
Da an hohen religiösen Feiertagen nicht nur die in Brieg ansässigen Juden zum Gottesdienst erschienen, wurde es notwendig, eine größere Synagoge zu errichten. Die Synagoge wurde 1799 an einer Straßenkreuzung im Stil des Klassizismus erbaut. In den Jahren 1899 und 1937 erfolgten Renovierungsarbeiten am Gebäude.
Beim Novemberpogrom 1938 wurde die Synagoge beschädigt und 1940 zu einem Wohnhaus umgebaut. In der im Februar 1945 durch die Kriegsereignisse schwer zerstörten Stadt ist das Synagogengebäude ohne größere Schäden erhalten geblieben.
Das ehemalige Synagogengebäude steht seit 1958 unter Denkmalschutz.

## Architektur
Das heute dreigeschossige Gebäude entstand im Stil des Klassizismus. Beide Fassaden des Wohnhauses besitzen flache Mittelrisalite mit Pilasterpaaren in einer Kolossalordnung. Bekrönt ist der Bau mit einem Gebälk mit Metopen-Triglyphenfries. Hin zur ul. Długa besitzt der Bau einen Dreiecksgiebel.